# Ernesto Quagliariello
Ernesto Quagliariello (Salerno, 1º novembre 1924 – Bari, 28 maggio 2004) è stato un medico italiano, noto per i suoi studi sulla bioenergetica mitocondriale.

## Biografia
Laureatosi in Medicina presso l'Università degli Studi di Napoli Federico II all'età di 24 anni, dal 1960 fu Professore di Chimica Biologica presso l'Università degli Studi di Bari Aldo Moro che gli conferì il titolo di Professore Emerito nel 2000, anno del suo ritiro da cariche accademiche.
Si occupò del metabolismo mitocondriale, organizzando su tale tematica molti convegni internazionali e pubblicando molti lavori su riviste scientifiche internazionali. Condusse ricerche sul metabolismo del triptofano – acido nicotinico, avendo tra i vari collaboratori anche il professor Marcello Piazza.
Fu rettore dell'Università degli Studi di Bari Aldo Moro dal 1970 al 1977 e Presidente del Consiglio Nazionale delle Ricerche dal 1976 al 1984. A lui è intitolato il Campus universitario di Bari.
Fu membro dell'Accademia Pontaniana e ricevette la Medaglia d'oro al merito della sanità pubblica.

### Famiglia
Nipote di Gaetano Quagliariello, noto biochimico italiano, era padre del senatore Gaetano Quagliariello.